# الشيخ محمد شيخ (عبس)

تعديل مصدري - تعديل

الشيخ محمد شيخ هي إحدى قرى عزلة بني عضابي بمديرية عبس التابعة لمحافظة حجة، بلغ تعداد سكانها 212 نسمة حسب تعداد اليمن لعام 2004.